# 小野哲
小野 哲（おの あきら、1900年（明治33年）4月8日 - 1978年（昭和53年）9月21日）は、日本の鉄道官僚、政治家。千葉県知事（官選第34代）、参議院議員（1期）。

## 経歴
小野禎一郎の二男として京都府乙訓郡向日町（現：向日市）で生まれる。第一高等学校を経て、1924年、東京帝国大学法学部法律学科（英法）を卒業。1923年12月、高等試験行政科試験に合格。鉄道省に入り神戸鉄道管理局書記となる。
以後、鉄道局副参事、鉄道事務官、在外研究員（欧米留学）、門司鉄道局鳥栖運輸事務所長、東京鉄道局運輸部庶務課長、鉄道省運輸監理官、東京鉄道局運輸部長、大臣官房人事課長、門司鉄道局長、運輸通信省鉄道総局勤労局長、運輸省自動車局長、同企画局長などを歴任。
1946年1月、千葉県知事に就任。民主化の諸改革に取り組んだ。1947年3月、千葉県知事を辞任し、翌月の第1回参議院議員通常選挙に千葉県地方区から出馬し当選。緑風会に所属。第3次吉田内閣の地方自治政務次官に就任。1953年4月、第3回通常選挙では落選。
その他、日本トラック協会会長などを務めた。
1970年春の叙勲で勲二等旭日重光章受章（勲三等からの昇叙）。
1978年9月21日死去、78歳。死没日をもって従四位から正四位に叙される。

## 親族
- 長男 小野孝 (数学者)（英語版）
- 二男 小野茂（英語学者・東京都立大学名誉教授）[4]